# GGD Hollands Midden

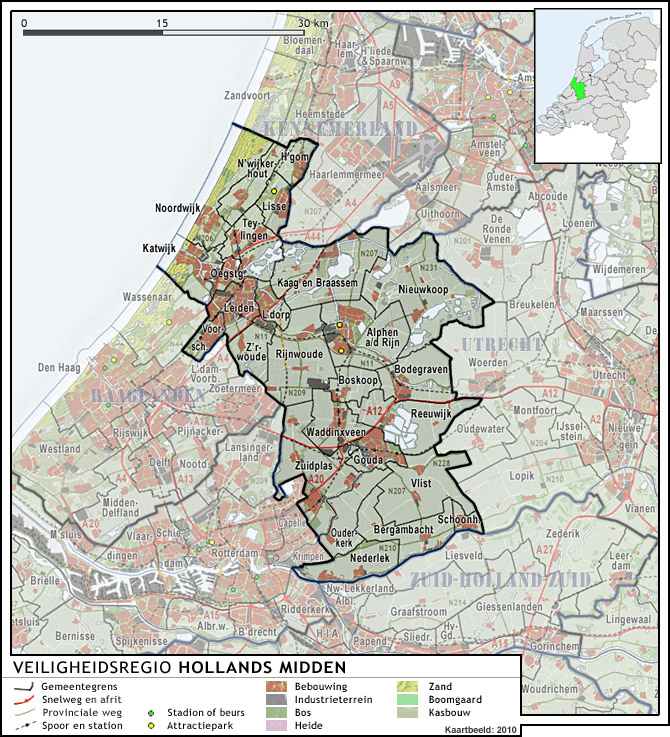
Werkgebied van de GGD Hollands Midden

De GGD Hollands Midden is een overheidsdienst voor gezondheidszorg. Het is de gemeenschappelijke gezondheidsdienst van achttien gemeenten in Zuid-Holland. Met ruim één miljoen inwoners is deze regionale GGD een van de grootste van Nederland. De hoofdvestigingen van de GGD staan in Leiden, Gouda en Alphen aan den Rijn.
De GGD Hollands Midden valt samen met RAV Hollands Midden, GHOR Hollands Midden en het Zorg- en Veiligheidshuis Hollands Midden onder Hecht (voorheen RDOG Hollands Midden).
Onder de GGD Hollands Midden valt oa. het Centrum voor Jeugd en Gezin.

## Werkzaamheden
De werkzaamheden van de GGD zijn divers. Een greep uit de taken die de GGD Hollands Midden uitvoert:
- Gezondheidsvoorlichting
- Epidemiologie
- Jeugdgezondheidszorg (0 tot 19 jaar)
- Coronabestrijding
- Infectieziektebestrijding
- Tuberculosebestrijding
- Reizigersadvisering
- Forensische geneeskunde
- Gezondheidsvoorlichting
- Gezondheidsonderzoek
- Seksuele gezondheid (Sense)
- Toezicht op onder andere de kinderopvang en de wmo
- Daarnaast Voert de GGD Hollands Midden diverse aanverwante taken uit zoals:
  - sociaal-medische advisering
  - reizigersvaccinaties
  - forensische geneeskunde (lijkschouw, arrestantenzorg, letselbeschrijving,...)
  - gezondheidsscreenings
  - medische opvang van asielzoekers

## Expertise
De GGD Hollands Midden beschikt over deskundigen op de volgende gebieden:
- geneeskunde;
- epidemiologie;
- verpleegkunde;
- gezondheidsvoorlichting en -opvoeding;
- tandzorg;
- spraak en taal;
- gedragswetenschappen;
- informatica.

## Werkgebied
De GGD Hollands Midden is actief in de volgende 18 gemeenten in Zuid-Holland:
- Alphen aan den Rijn
- Bodegraven-Reeuwijk
- Gouda
- Hillegom
- Kaag en Braassem
- Katwijk
- Krimpenerwaard
- Leiden
- Leiderdorp
- Lisse
- Nieuwkoop
- Noordwijk
- Oegstgeest
- Teylingen
- Voorschoten
- Waddinxveen
- Zoeterwoude
- Zuidplas